# Hahn Air
Hahnair (code AITA : HR ; code OACI : HHN) est une compagnie aérienne régionale allemande dont le siège est à Dreieich et basée à l' aéroport international de Düsseldorf.

## Flotte

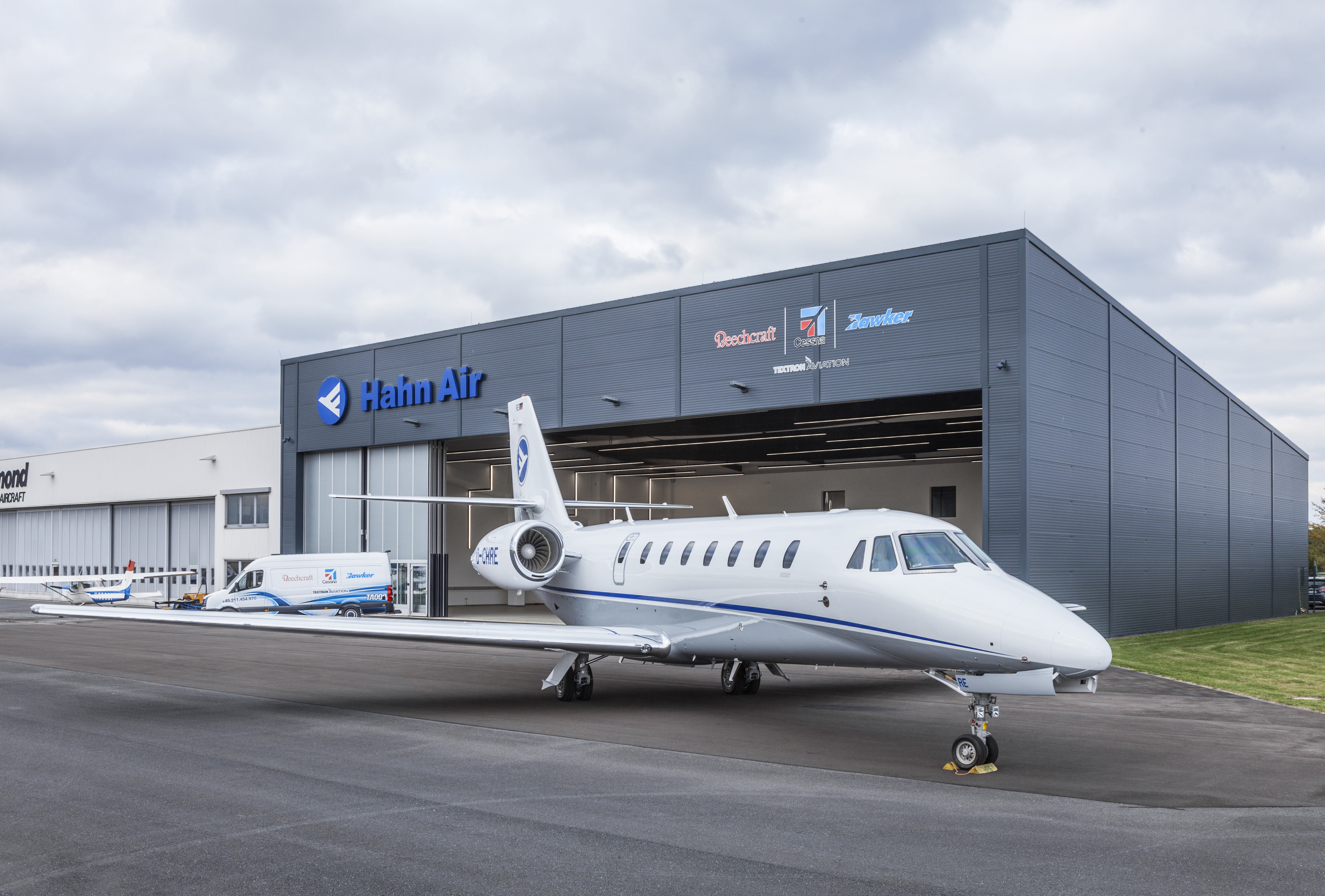
Cessna Citation Sovereign de Hahn Air à l'aéroport de Francfort-Egelsbach, Allemagne, en 2016.

En janvier 2022, la flotte de Hahnair se compose des appareils suivants :
| Type d'avion             | Nombre | Commandé | Notes | Sièges |
| ------------------------ | ------ | -------- | ----- | ------ |
| Cessna Citation Latitude | 1      |          |       | 8      |
| Cessna Citation CJ3+     | 1      |          |       | 6–7    |
| Total                    | 2      | –        |       |        |